# El-Göly
El-Göly (azerbajdzjanska: ېل گۆلۉ; eller Shah Göly) är ett av Tabriz och Irans berömda turistmål. Herrgården ligger i El-Goli park i staden Tabriz i provinsen Östra Azerbajdzjan. Man vet inte exakt när byggnaden konstruerades, men den återuppbyggdes år 1970 e.Kr. med samma design som tidigare med två våningar.

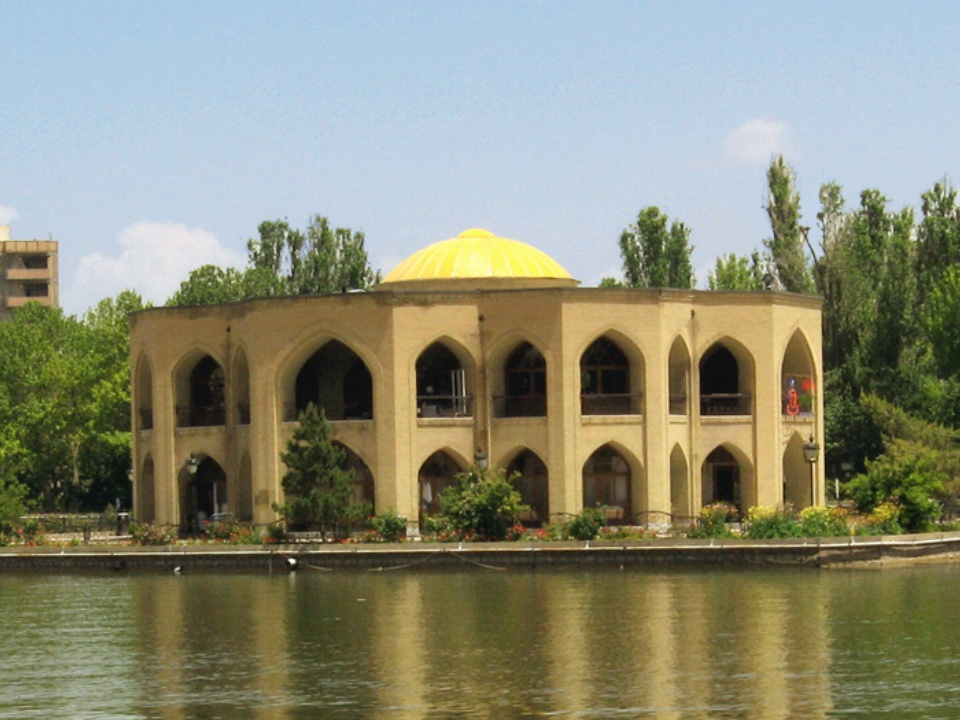
El-Goli herrgård